# 科斯特峰
46°06′53″N 10°32′44″E / 46.11469°N 10.54567°E
科斯特峰（義大利語：Cima di Coster），是意大利的山峰，位於該國北部，由特倫蒂諾-上阿迪傑大區負責管轄，屬於阿達梅洛-普雷薩內拉阿爾卑斯山脈的一部分，海拔高度2,952米，每年平均降雨量1,357毫米。